# 勒歇巴赫河
50°50′14″N 7°51′14″E / 50.837315°N 7.853983°E
勒歇巴赫河（德語：Löcherbach），是德國的河流，位於該國西部，處於萊茵蘭-普法爾茨州，屬於阿斯多夫河的右支流，河道全長8.1公里，流域面積15.2平方公里。